# 스카이 웹파이
팬택 스카이 웹파이(Pantech SKY Webfi)는 팬택이 2010년 4월 19일에 출시한 피처폰이다.